# 不答失里
不答失里（?—?），元朝畏兀儿人，是高昌回鶻亦都護，帖睦爾普化之子。
祖父是纽林的斤。他的叔叔太平奴死后，不答失里袭位为高昌王、畏兀儿亦都护。元顺帝初年，入朝担任中书省平章政事。高昌之地已经沦入察合台汗国的领地。他到中年病逝。他的事迹见于《宋文宪公全集》卷15《故怀远将军高昌卫同知指挥司事和赏公坟记》。娶也先忽都公主。脱欢有子也叫不答失里。